# Chondracanthus merluccii
Chondracanthus merluccii är en kräftdjursart som först beskrevs av Holten 1802.  Chondracanthus merluccii ingår i släktet Chondracanthus och familjen Chondracanthidae. Inga underarter finns listade i Catalogue of Life.